# Astyanax taurorum
Astyanax taurorum es una especie de pez de agua dulce del género Astyanax, cuyos integrantes son denominados comúnmente mojarras o mojarritas. Habita en ambientes acuáticos templado-cálidos del centro-este de Sudamérica.   

## Taxonomía
Descripción original
Esta especie fue descrita originalmente en el año 2017 por los ictiólogos Carlos Alberto Santos de Lucena, Amanda Bungi Zaluski y Zilda Margarete Seixas de Lucena.
Localidad tipo
La localidad tipo referida es: “afluente del río dos Touros (cuenca del río Pelotas), ubicado a alrededor de 4 km al noreste de la ruta BR-285, en las coordenadas: 28°41′06″S 50°12′51″O / -28.68500, -50.21417 y a una altitud de alrededor de 1056 msnm, Bom Jesus, Río Grande del Sur, Brasil”.
Holotipo
El ejemplar holotipo designado es el catalogado como: MCP 49468; se trata de un espécimen adulto el cual midió 80,7 mm de longitud estándar. Fue capturado por J. Pezzi da Silva y E. Pereira el 12 de febrero de 2016. Se encuentra depositado en la colección de ictiología del Museo de Ciencias y Tecnología de la Pontificia Universidad Católica de Río Grande del Sur (MCP), ubicado en la ciudad de Porto Alegre.
Etimología
Etimológicamente, el nombre genérico Astyanax proviene de Astianacte, un personaje de la mitología griega que estuvo involucrado en la guerra de Troya; era hijo de Héctor y de Andrómaca, y nieto de Príamo, rey de Troya.
El epíteto específico taurorum deriva de la palabra en latín taurus, que significa ‘toro’. Este sustantivo genitivo masculino es un topónimo que refiere a la localidad tipo de la especie: el río dos Touros (‘río de los Toros’ en español).
Caracterización y relaciones filogenéticas
Astyanax taurorum pertenece al “complejo de especies Astyanax scabripinnis”. Es posible reconocer esta especie de sus congéneres de dicho complejo por poseer una combinación de caracteres propia, entre las que se encuentran: el presentar 2 manchas humerales (la primera alargada verticalmente); dientes de la fila interna del premaxilar con 3 a 5 cúspides; 2 a 3 dientes maxilares; 20 a 23 radios de la aleta anal ramificados; 13 a 15 rastros branquiales en la rama inferior del primer arco branquial; 20 a 23 rastros branquiales totales en el primer arco branquial y 33 a 36 escamas perforadas en la línea lateral.
La especie más parecida a Astyanax taurorum es Astyanax paris, de la cual es posible distinguirla por tener su cabeza una altura menor (73,6 a 83,1 %, en A. paris es de 86,4 a 95,6 %) y una menor anchura interorbitaria (24,1 a 28,0 %, en A. paris es de 30,8 a 32,8 %). Además, de esa especie A. taurorum difiere por la presencia de un gancho en la región posterodorsal del hueso post-temporal, el que carece A. paris.

## Distribución y hábitat
Astyanax taurorum se distribuye en el sudeste de Brasil, al nordeste del estado de Río Grande del Sur. Es endémico de las cabeceras del río dos Touros, afluente por la margen izquierda del río Pelotas, el cual forma parte de la porción superior de la cuenca del río Uruguay, el cual es parte de la cuenca del Plata, cuyas aguas se vuelcan en el océano Atlántico Sudoccidental por intermedio del Río de la Plata. 
El río dos Touros fluye entre riberas pobladas por moderada vegetación marginal. Tiene un caudal bajo a medio, con aguas transparentes, fondo de piedras pequeñas y rocas más grandes. La cuenca del río Pelotas discurre en la región de los “campos de altitud del planalto de las araucarias”, también denominada de los “campos de cima da Serra”, región que posee un alto nivel de endemismo ictiológico. Astyanax taurorum comparte biotopo con otras 4 especies de carácidos: Bryconamericus iheringii, B. patriciae, Cheirodon interruptus y Oligosarcus brevioris.
Ecorregionalmente este pez constituye un endemismo de la ecorregión de agua dulce Uruguay superior.

## Conservación
Astyanax taurorum es una especie rara que presenta bajas densidades. Se realizaron 6 viajes de colecta a la cuenca del río Dos Touros, 2 de ellos tenían como único propósito recolectar especímenes de A. taurorum. Solo fueron colectados ejemplares de esta especie en 1989 y en 2016, en este último caso apenas dos individuos, sin obtener ninguno en el viaje de 2015. 
Los descriptores de Astyanax taurorum no pudieron asignar a este pez a alguna categoría de amenaza, argumentando que aún carecen para ello de información detallada sobre su biología. Por esta razón, recomendaron que sea clasificada como una especie con: “Datos insuficientes” (DD) según los requerimientos descritos por la organización internacional dedicada a la conservación de los recursos naturales Unión Internacional para la Conservación de la Naturaleza (IUCN) para utilizar en su obra: Lista Roja de Especies Amenazadas.